# The Demolitionist
The Demolitionist é un film statunitense del 1995 diretto da Robert Kurtzman.

## Trama
L'agente di polizia assassinata Alyssa Lloyd viene riportata in vita da uno spietato scienziato che funge da "Demolitore", l'arma definitiva per combattere i criminali.